# Germplasm Resources Information Network
Germplasm Resources Information Network eller GRIN är ett online mjukvaruprojekt inom USDA National Genetical Resourse Program för att övergripande hantera databasen över information om arvsmassa för alla växtarter, som samlats in av National Plant Germplasm System.GRIN har även utökat sin roll till att hantera information om arvsmassa för insekter (ryggradslösa djur), mikroorganismer och andra djurarter (se delprojekt).
Webbplatsen är en resurs för att identifiera taxonomisk information (vetenskapliga namn) såväl som vanliga namn  på mer än 500 000 inlagda arter (skilda varianter, kulturväxter etc.) av växter som täcker 10 000 arter;   både ekonomiskt viktiga och vilda arter. Den identifierar växter som är invasiva eller skadliga ogräs,  i riskzon eller utrotningshotade, ger ut uppgifter om global spridning  av dess livsmiljö samt beskrivning. GRIN innehåller också en Economic Plants Database.
Nätverket drivs av GRIN:s Database Management Unit (GRIN/DBMU). GRIN är under tillsyn av National Germplasm Resources Laboratory (NGRL) i Beltsville, Maryland,  som 1990 ersatte föregångaren, Germplasm Services Laboratory (GSL), som tidigare hade svarat för driften av GRIN.

## Delprojekt
Ett fastställt uppdrag för GRIN är att stödja följande projekt: 
- National Plant Germplasm System (NPGS)
- National Animal Germplasm Program (NAGP)
- National Microbial Germplasm Program (NMGP)
- National Invertebrate Germplasm Program {NIGP)